# 9 Pułk Piechoty Cesarstwa Austriackiego

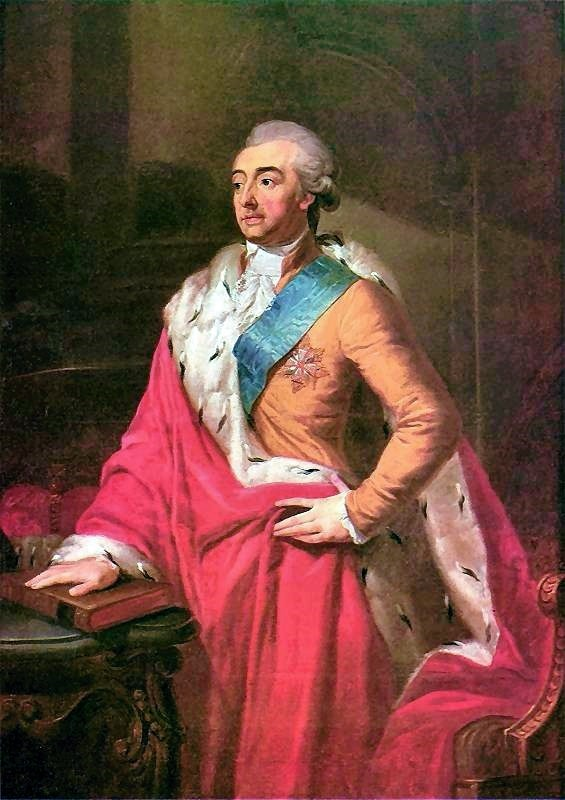
Książę Adam Kazimierz Czartoryski, pułkownik honorowy 9 pp. od 1802

9 Pułk Piechoty Cesarstwa Austriackiego – jeden z austriackich pułków piechoty okresu Cesarstwa Austriackiego.

## Pułkownicy honorowi
- 1792 Francois-Sebastien-Charles-Joseph de Croix hrabia Clerfayt
- 1798 vacat
- 1802 książę Adam Kazimierz Czartoryski

## Mundur
- Typ: niemiecki
- Bryczesy: białe
- Wyłogi: jabłkowe (jasnozielone)
- Guziki: żółte

## Garnizony
- 1805 Peszt/ część Budapesztu
- 1806 Komorn/ Komárno
- 1807 Neutra/ Nitra (Słowacja)
- 1808 Kraków
- 1809 Kaschau/ Koszyce (Słowacja)
- 1813 Jiczin/ Jičín (Czechy)
- 1814 Klausenburg/ Kolozsvár (Węgry)
- 1815 Wiedeń